# Les Sœurs McGarrigle
Les Sœurs McGarrigle, souvent appelées Kate & Anna McGarrigle, sont un duo canadien de musique folk formé de Kate et Anna McGarrigle. Elles sont parfois accompagnée de leur sœur Jane aux chœurs.
Après s'être fait remarquer en tant qu'autrices-compositrices, les sœurs enregistrent leur premier album en 1975. Leur style est composé d'un mélange de musique traditionnelle canadienne (en), américaine (en) et irlandaise.

## Biographie

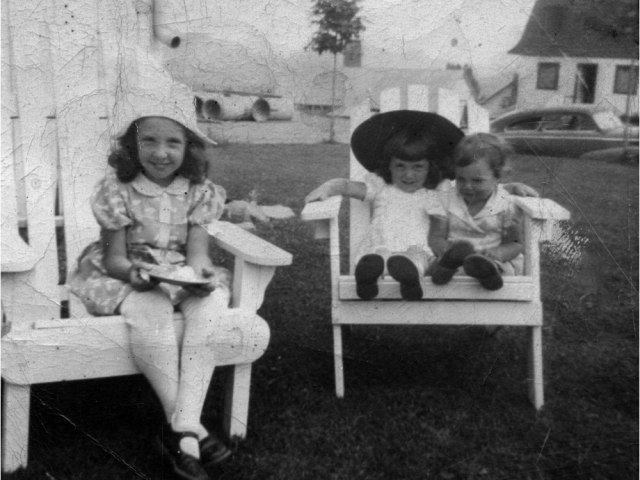
Jane, Anna et Kate McGarrigle en 1948.

Kate et Anna McGarrigle grandissent, avec leur sœur Jane, à Saint-Sauveur-des-Monts, dans les Laurentides au nord de Montréal, au sein d'une famille bilingue où les rassemblements autour du piano sont fréquents. Leur ascendance québécoise et irlandaise influence plus tard leur répertoire, à la fois français et anglais.
Elles apprennent à jouer le piano, la guitare, le banjo, et l'accordéon diatonique entre autres en étudiant la musique au couvent. Anna entre à l'École des beaux-arts de Montréal, tandis que Kate est admise à l'Université McGill en mathématiques et ingénierie.
De 1963 à 1967, elles font partie du Mountain City Four (en) avec Jack Nissenson (en) et Peter Weldon, groupe de musique folk au sein duquel elles interprètent surtout des chansons de Wade Hemsworth (en).
Au début des années 1970, elles écrivent des chansons pour des interprètes de folk et de rock : Heart Like a Wheel, Work Song, Lying Song sont interprétées par McKendree Spring (en), Linda Ronstadt et Maria Muldaur.
En 1975, elles font paraître Kate & Anna McGarrigle (en), leur premier album. Bien accueilli, l'album les fait connaître du grand public et les propulse dans une tournée internationale. Elles font par la suite paraître à la fin des années 1970, Dancer with Bruised Knees (en), Pronto Monto (en)
En 1981 paraît Entre la jeunesse et la sagesse (en), premier album en français écrit en collaboration avec le parolier Philippe Tatartcheff. L'année suivante paraît Love Over and Over (en), après quoi elles disparaissent de la scène pendant un temps, avant de se consacrer à la musique de film, en composant notamment la musique du film Tommy Tricker and the Stamp Traveller en 1988.
Les deux sœurs ont été décorées de l'Ordre du Canada en 1994 et du Prix du Gouverneur général en 2004. En 2011, les postes canadiennes émettent un timbre à leur effigie. Deux albums rassemblant des morceaux inédits paraissent à un an d'intervalle: Oddities puis Tell my Sister.
En 2020, la série balado L'heure de radio McGarrigle,,, produite par La Fabrique culturelle et réalisée par Julien Morissette de Transistor Média, aborde l'impact de l'œuvre des soeurs McGarrigle sur la scène musicale québécoise,,.

## Discographie

### Albums
- 1975 : Kate and Anna McGarrigle
— proclamé « meilleur album rock de 1976 » par le magazine anglais Melody Maker, et parmi ses "best of 1976" par le New York Times
- 1977 : Dancer with Bruised Knees
- 1978 : Pronto Monto
- 1980 : Entre Lajeunesse et la sagesse (également appelé "French Record")
- 1982 : Love Over and Over
- 1990 : Heartbeats Accelerating
- 1996 : Matapedia
— ayant remporté le Juno Award 1997.
- 1998 : The McGarrigle Hour
— ayant remporté le Juno Award 1999. Existe aussi en version DVD, ("with family and friends")
- 2003 : La vache qui pleure (2e album en français)
- 2005 - The McGarrigle Christmas Hour 
— aussi en version DVD, ("with family and friends")
- 2010 : ODDiTiES
- 2011 : Tell my Sister - Album triple CD incluant Kate and Anna McGarrigle, Dancer with bruised knees et Tell my sister (Demos and unreleased recordings 1971-1974)
- 2010 : Tant le monde - Live In Bremen / Germany 2005

### Participations
- 1979 : En 1979, elles participent à un film de l'ONF intitulé La valse du maître-draveur de John Weldon, pour lequel elles composent une chanson éponyme de 3 minutes.

Entremêlé de métrages d'archives, ce court métrage d'animation raconte l'histoire d'une jeune femme qui repousse les prétendants qu'on lui destine parce qu'elle est imbue d'un maître draveur. Agile sur ses pieds grâce à son métier, ce dernier l'entraîne finalement dans une valse effrénée au rythme d'une chanson interprètée par les sœurs McGarrigle.
Les sœurs McGarrigle apparaissent sur les albums suivants:
- 1989 : Bluebird de Emmylou Harris : accordéon et chœurs.
- 1995 :
  - Wrecking Ball d'Emmylou Harris : chœurs sur Waltz Across Texas Tonight.
  - Ring Them Bells de Joan Baez : trio sur Willie Moore.
- 1999 : Western Wall: The Tucson Sessions de Linda Ronstadt et Emmylou Harris : chœurs.
- 2001 - No More Shall We Part de Nick Cave & The Bad Seeds : chœurs.
- 2002 : The Raven de Lou Reed : chœurs.
- 2003 : Stumble into Grace de Emmylou Harris: coécriture, musiciennes et choristes des titres I will dream et Little bird.
- 2008 : All I intented to be de Emmylou Harris: coauteures de How She Could Sing the Wildwood Flower et Sailing Round the Room, musiciennes et chœurs.

Les sœurs McGarrigle ont harmonisé ou traduit (avec Philippe Tatartcheff) ou enregistré (en tant que choristes, avec parfois leur groupe The Mountain City Four) certaines œuvres de :
- Beau Dommage :
  - 2005 : une version de la Complainte du phoque en Alaska pour un album collectif dédié au groupe Beau Dommage
- Stephen Foster (1826-1864) :
  - 1999 : Gentle Annie[Foster 1]
- Wade Hemsworth (1916-2002) :
  - 1979 : The Log Driver's Waltz (en) [Hemsworth 1]
  - 1991 : Mouches noires [Hemsworth 2]

### Avec d'autres artistes
- Album II de Loudon Wainwright (1971), Kate McGarrigle - chat sur "Old Paint"
- Attempted Moustache de Loudon Wainwright, Kate McGarrigle banjo et chat.
- Waitress in a Donut Shop de Maria Muldaur (1974) - "Cool River", "Travelin' Shoes (Kate seulement)"[12]
- Prisoner in Disguise de Linda Ronstadt (1975) - "You Tell Me That I'm Falling Down"[12]
- Unrequited de Loudon Wainwright, Kate & Anna McGarrigle, chant.
- Sunnyvista de Richard et Linda Thompson (1979) – "You're Gonna Need Somebody", "Sisters ", "Traces of My Love"[13]
- Bluebird par Emmylou Harris (1989) – "Love Is"[14]
- Songs of the Civil War (1991) - "Was My Brother in the Battle?", "Better Times Are Coming", "Hard Times Come Again No More"
- The Bells of Dublin (1991) – "Il Est Né/Ca Berger" avec The Chieftains
- 'Til Their Eyes Shine (The Lullaby Album) (1992) - "Lullaby For A Doll"
- History (III Album) de Loudon Wainwright, Kate & Anna McGarrigle, chant.
- Wrecking Ball d'Emmylou Harris (1995) - "Going Back To Harlan", "Waltz Across Texas Tonight"[12]
- Live at the World Cafe: Volume 9 (1999) - "DJ Serenade"
- Western Wall: The Tucson Sessions d'Emmylou Harris et Linda Ronstadt (1999) - "All I left behind you", "1917", "Sisters of mercy"
- Red Dirt Girl d'Emmylou Harris (2000) - "J'Ai Fait Tout" (Kate uniquement, instrumentaux), "Boy From Tupelo" (Kate uniquement, chant)[12]
- No More Shall We Part de Nick Cave and the Bad Seeds (2001)
- Stumble into Grace d'Emmylou Harris (2003) - "I Will Dream", "Little Bird", "O Evangeline", "Cup of kindness" (Kate uniquement)[12]
- Martha Wainwright de cette dernière, Kate McGarrigle – banjo (piste 3), piano (piste 6).
- Leonard Cohen: I'm Your Man Bande originale (2006) - "Winter Lady" (avec Martha Wainwright)
- All I Intended to Be d'Emmylou Harris (2008) - "Moon Song", "Sailing 'Round The Room", "How She Could Sing the Wildwood Flower"[12]
- I Know You're Married But I've Got Feelings Too de Martha Wainwright, Anna McGarrigle – clavier, synthés et chœurs (12), Kate McGarrigle – claquements de mains (2), Wurlitzer (12), accompagnement voix (12)
- Northern Songs: Canada's Best and Brightest (2008) – "Entre Lajeunesse et la Sagesse"
- Easy Come, Easy Go par Marianne Faithfull (2008) – Kate & Anna McGarrigle voix sur "Flandyke Shore"

### Reprises
- The Work Song de Maria Muldaur sur “Maria Muldaur

- Cool River de Maria Muldaur sur “Waitress in a Donut Shop”

- You Tell Me that I’m Falling down de Linda Ronstadt sur “Prisoner in Disguise”

- Talk to Me of Mendocino de Linda Ronstadt sur “Get Closer”

- I’ve had enough aka I Cried for Us de Linda Ronstadt, Dolly Parton et Emmylou Harris sur “Trio”

- Come a Long Way de Loudon Wainwright III sur “Attempted Mustache”

- Come a Long Way de Brett Every sur “Fairy Godmother’s Gone to Vegas”

- The Lying Song de Maria Muldaur sur “Sweet Harmony”

- Complainte pour Ste Catherine de Kirsty MacColl sur “Kite”

- I Eat Dinner de Rufus Wainwright et Dido sur la B O du film Bridget Jones : “Edge of Reason”

- Go Leave de Anne-Sophie Von Otter sur “For the Stars” (avec Elvis Costello)

- Go Leave de Allison Moorer sur “Mockingbird”

- Heartbeats Accelerating de Linda Ronstadt sur “Winterlight”

- Heartbeats Accelerating par The Wailing Souls sur “All Around the World”

- Heartbeats Accelerating de Cœur de pirate pour la B O de la Série Télévisée Trauma

- Man is an Island de Emmylou Harris sur “Light of the Stable”

- Going Back to Harlan de Emmylou Harris sur “Wrecking Ball”

- Love is de Emmylou Harris sur “Bluebird”

- Heart Like a Wheel de McKendree Spring sur McKendree Spring 3

- Heart like a Wheel de Katie Moore sur “Montebello”

- Heart Like a Wheel de Billy Bragg from You Woke Up My Neighbourhood

- Heart Like a Wheel par The Corrs sur “Home”

- Heart Like a Wheel de June Tabor sur “At the Wood’s Heart”

- Heart Like a Wheel de Linda Ronstadt sur “Heart Like a Wheel”

- Cheminant à la Ville de Xavier Caféine sur “Gisèle”

- Petite annonce amoureuse de Chloé Ste Marie sur “Je marche à toi”

## Honneurs
Kate et Anna McGarrigle ont reçu des récompenses prestigieuses :
- en 1993, membre de l'Ordre du Canada
- en 1997 et en 1999, Prix Juno du meilleur groupe de musique traditionnelle
- en 1999, Women of Originality Award
- en 2004, prix du Gouverneur général pour les arts du spectacle
- en 2005, prix de l'ASCAP
- en 2006, prix d'excellence de la SOCAN pour l'ensemble de leur œuvre (soit une dizaine d'albums)